# آگوست استن استرندز
آگوست جی استن استرند (به انگلیسی: August J. Stenstrand) در سوئد در ماه مه ۱۸۶۲ به دنیا آمد و در ۱۲ فوریه ۱۸۸۹ از سوئد به ایالت متحده آمریکا، مهاجرت و در ۲۱ مارس ۱۸۹۹ تبعه شد.

## طرد شدن استن استرندز از جامعه بهایی
محمد عبدالله ال اهری در مقدمه کتاب THE COMPLETE CALL TO THE HEAVEN OF THE BAYAN می‌نویسد:
 استن استرندز طی دهه بعد، توسط اولین مبلغ آئین بهایی در آمریکا، بنام  ابراهیم خیراله با تعالیم مذهب بهایی مواجه گردید. در ابتدا وی از ابراهیم خیراله در مجادله اش به نفع محمد علی یکی دیگر از پسران بهاءالله بر علیه عبدالبهاء حمایت نمود.
با این حال استن استرندز بعد از مطالعات شخصی بسیار، ادعاهای میرزا حسینعلی نوری، (متولد۱۸۹۲- وفات۱۸۱۷) را رها کرد. او اولین (و شاید تنها) طرفدار جنجالی باب و جانشین آشکار او یعنی میرزا یحیی صبح ازل (متولد۱۹۱۲- وفات۱۸۳۱) بود که در شیکاگو زندگی می‌کرد. به هر حال او در مه ۱۹۰۶ بخاطر دگراندیشی در تفکرات بابی – بهایی، از اولین انجمن بهائیان آمریکا، طرد گردید.

## ابلاغیه شوقی افندی دربارهٔ استن استرندز
در یادداشت‌های خانه بهایی شیکاگو به تاریخ ۱۳ آوریل ۱۹۰۷ آمده‌است:
 رساله استن استرندز در مورد صبح ازل ملاحظه شد و تصمیم گرفته شد به آن توجهی نکنیم. یک نسخه از رساله بایگانی موجود است.
توسط رهبری بهایی در جهان در مورد استن استرندز مطالب کمی نوشته یا منتشر شده‌است. به هر حال تحقیق اینترنتی، بخشی از مکاتبه به تاریخ ۱۸/۸/ ۱۹۲۷را نشان می‌دهد که طی آن شوقی افندی نوشته است:
 همکاران عزیز و گرانقدرم:
دو نامه اخیر شما را در تاریخ ۵ ژوئن ۱۹۲۶ با دقت خوانده شد. سریعاً به اطلاع شما می‌رسانم که چون استن استرندز ازلی است و دوستان باید از وی دوری نموده و روی گردانند و به او بی‌توجهی کنند... برادر واقعی شما، شوقی

## پوشش خبری انتشارات ضد بهایی
استن استرندز چندین تجلیل مهم در آثار ضد بهائیت دریافت کرد. در کتاب بهائیت و ادعاهای آن نوشته ویلسون (۱۹۱۵، صفحه ۲۶۸) می‌خوانیم:
 رویداد عجیبی در ۶ مه ۱۹۰۶ اتفاق افتاد. آقای آگوست جی. استن استرندز از اولین کلیسای مرکزی ظهور برکنار شد، چرا که او بهاالله را رد کرد و صبح ازل را قبول کرد. او با تحقیق روی تاریخ ترجمه شده توسط پروفسور ادوارد براون به این مرحله رهنمون شد، او متعاقباً سه رساله منتشر کرد؛ فراخوان بهائیان (۱۹۱۳ / ۱۹۱۰/۱۹۰۷) در توضیح بیانات صبح ازل. من با او مصاحبه‌های جالبی در ۱۹۱۴ داشتم.
ویلسون همچنین (در صفحه ۱۸۵) اشاره کرد که وی مطالب زیر را دریافت کرده بود:
 «... رساله‌ای توسط ای. جی. استن استرندز، از شیکاگو، بنام سومین دعوت بهائیان». او در صفحه ۲۷ می‌نویسد، تاریخچه بابی بعلاوه دستنویس‌های مقدسشان ثابت می‌کند یک دستکاری وحشتناک، تغییر و پس و پیش کردن معانی، توسط بهائیان انجام شده‌است. بار دیگر (در صفحه ۲۸) مدارک فراوانی داریم که دستکاری، پس و پیش کردن، تغییر، تحریف و دزدی از دستنویس‌های مقدس مذهب بابی را بدست بهائیان نشان می‌دهد.

## استن استرندز چه نوشت؟
از نظر استن استرندز، بهاءالله یک پیامبر جعلی است و با این هدف ۶ رساله نوشت که نظرات او را بین سال‌های ۲۶–۱۹۰۷ نشان می‌دهد.
تمامی آن‌ها در کتاب فراخوان کامل به بهشت بیان دوباره چاپ شده‌اند. علاوه بر این ۶ رساله، همچنین در مطبوعات ثانوی ژورنال بهایی بنامReality Magazine در (۱۹۲۹ – ۱۹۱۹)  منتشر شده توسط Harrison Gray Dyar در (۱۹۲۹–۱۸۶۶)، مطالبی نوشت. به همراه مقالات مجله Reality، گزارش‌های Dyar نیز ضمیمه شده‌است.
اگرچه نوشته‌های استن استرندز در اکثر کتب بهایی‌ها فهرست بندی شده، تنها در یک مورد استثناء، توسط .William Brenton Jr در مجله Review Princeton Theological (1903، صفحه ۱۳۱) نقدی بر آن نوشته شده و به ندرت مورد نقد و بررسی قرار گرفته‌اند.